# Lettonia ai II Giochi olimpici invernali
La Lettonia partecipò ai II Giochi olimpici invernali, svoltisi a Sankt Moritz, Svizzera, dall'11 al 19 febbraio 1928, con una delegazione di 1 atleta impegnato in una disciplina.